# Prix mondial de l'alimentation
 (septembre 2023).
Le prix mondial de l'alimentation (World food prize en anglais) est une récompense créée en 1986 par l'agronome américain Norman Borlaug, lauréat du prix Nobel de la paix. Il récompense toutes les contributions à l'amélioration de l'alimentation mondiale, quel que soit leur domaine scientifique (agronomie, distribution, économie, etc.).
Il a d'abord été financé par le fonds humanitaire de la société General Foods, puis, à partir de 1990, par le philanthrope John Ruan (1914-2010). En 2008, il a reçu cinq millions de dollars de la compagnie Monsanto.

## Liste des lauréats
- 1987 : Monkombu Swaminathan, pour son rôle dans la Révolution verte en Inde.
- 1988 : Robert F. Chandler (en), fondateur en 1960 de l'Institut international de recherche sur le riz.
- 1989 : Verghese Kurien, pour son rôle dans le développement de la production laitière en Inde.
- 1990 : John Niederhauser, pour ses découvertes dans la lutte contre le mildiou de la pomme de terre.
- 1991 : Nevin S. Scrimshaw, spécialiste de la nutrition humaine.
- 1992 : Edward F. Knipling et Raymond C. Bushland, pour la mise au point de l'élevage de mâles stériles, utilisée dans la lutte contre les insectes parasites.
- 1993 : He Kang, initiateur de réformes qui ont rendu la Chine autosuffisante en matière alimentaire.
- 1994 : Muhammad Yunus, fondateur de la première institution de microcrédit, la Grameen Bank.
- 1995 : Hans Rudolf Herren, pour son programme contre la cochenille du manioc en Afrique.
- 1996 : Henry Beachell et Gurdev Khush, pour leurs travaux sur les variétés de riz hybride.
- 1997 : Ray F. Smith et Perry Adkisson, pour leur développement du concept de lutte intégrée contre les arthropodes.
- 1998 : Badrinarayan Ramulal Barwale, fondateur de la compagnie Mahyco, qui a facilité la distribution des semences en Inde.
- 1999 : Walter Plowright, créateur du vaccin contre la peste bovine.
- 2000 : Evangelina Villegas et Surinder Vasal, pour le développement du maïs à haute qualité protéique.
- 2001 : Per Pinstrup-Andersen, pour les programmes « Éducation contre nourriture », qui aident les familles dont les enfants vont à l'école.
- 2002 : Pedro A. Sanchez, découvreur de méthodes pour restaurer la fertilité de sols dégradés en Afrique et Amérique du Sud.
- 2003 : Catherine Bertini, pour sa réforme du Programme alimentaire mondial.
- 2004 : Monty Jones et Yuan Longping, pour leurs travaux sur de nouvelles variétés de riz hybride.
- 2005 : Modadugu Vijay Gupta, pour ses efforts pour le développement de la pisciculture rurale (tilapias).
- 2006 : Edson Lobato, Alysson Paolinelli et A. Colin McClung, pour leurs travaux ayant permis de mettre le Cerrado en culture.
- 2007 : Philip Nelson, pour ses travaux sur le stockage des aliments.
- 2008 : Bob Dole et George McGovern, pour leur campagne pour l'alimentation des écoliers.
- 2009 : Gebisa Ejeta, créateur de variétés de sorgho résistantes à la sécheresse et aux plantes parasites du genre Striga.
- 2010 : David Beckmann et Jo Luck (en), créateurs respectivement des organisations de lutte contre la faim Bread for the World (en) et Heifer International.
- 2011 : John Kufuor et Luiz Inácio Lula da Silva pour leurs politiques de lutte contre la pauvreté et la faim.
- 2012 : Daniel Hillel (en), pour ses travaux sur la micro-irrigation
- 2013 : Marc Van Montagu, Mary-Dell Chilton et Robert T. Fraley (en), pour leurs travaux de biotechnologie agricole pour soutenir durablement la sécurité alimentaire.
- 2014 : Sanjaya Rajaram (en), pour la création de 480 variétés de blé résistantes aux maladies
- 2015 : Fazle Hasan Abed, fondateur de BRAC, la plus grande ONG mondiale, reconnue pour son travail sur la réduction de la pauvreté au Bangladesh et 10 autres pays
- 2016 : Maria Andrade, Robert Mwanga, Jan Low (en) et Howarth Bouis (en) pour le développement et la mise en œuvre de la biofortification, des vitamines essentielles et des micronutriments dans les cultures de base.
- 2017 : Akinwumi Ayodeji Adesina, pour ses actions afin de transformer l'agriculture en Afrique.
- 2018 : Lawrence Haddad (en) et David Nabarro (en)
- 2019 : Simon N. Groot : fondateur de East-West Seed
- 2020 : Rattan Lal (en)
- 2022 : Cynthia E. Rosenzweig pour sa modélisation innovante de l'impact du changement climatique sur la production alimentaire